# Campionat de Catalunya de futbol 1912-1913
La temporada 1912-1913 del Campionat de Catalunya de futbol fou la catorzena edició de la competició. Aquesta temporada va viure una escissió al futbol català. El Barcelona i alguns altres clubs més petits se separaren de la federació i crearen la Football Associació de Catalunya, afiliada a l'associació dissident de la Federació Espanyola, la Unió Espanyola de Clubs. Aquesta associació organitzà el seu propi campionat que no arribà a finalitzar per la manca d'interès.

## Primera Categoria

### Campionat de la F.C.C.F.

#### Classificació final
| Pos | Equip           | PJ | PG | PE | PP | GF | GC | DG  | Pts | Classificació |
| --- | --------------- | -- | -- | -- | -- | -- | -- | --- | --- | ------------- |
| 1   | FC Espanya (C)  | 10 | 9  | 1  | 0  | 32 | 5  | +27 | 19  | Campió        |
| 2   | RCD Espanyol    | 10 | 7  | 1  | 2  | 25 | 7  | +18 | 15  |               |
| 3   | Universitary SC | 9  | 5  | 1  | 3  | 23 | 10 | +13 | 11  |               |
| 4   | Reial Polo JC   | 10 | 3  | 1  | 6  | 9  | 27 | −18 | 7   |               |
| 5   | Casual SC       | 10 | 2  | 0  | 8  | 10 | 26 | −16 | 4   | (Nota)        |
| 6   | FC Numància     | 9  | 1  | 0  | 8  | 8  | 32 | −24 | 2   |               |

Tots els clubs eren de Barcelona. El Polo i el Casual foren acceptats a la Primera Categoria.

#### Resultats finals
- Campió de Catalunya: FC Espanya
- Classificats per Campionat d'Espanya: FC Espanya, guanyador d'un torneig classificatori, es classificà pel campionat de la FEF
- Descensos: No hi havia descensos reglamentats
- Ascensos: No hi havia ascensos reglamentats

### Campionat de la F.A.C.

#### Classificació final
| Pos | Equip            | PJ | PG | PE | PP | GF | GC | DG  | Pts | Classificació |
| --- | ---------------- | -- | -- | -- | -- | -- | -- | --- | --- | ------------- |
| 1   | FC Barcelona (C) | 4  | 3  | 0  | 1  | 24 | 10 | +14 | 6   | Campió        |
| 2   | FC Barcelona C   | 4  | 2  | 1  | 1  | 8  | 5  | +3  | 5   |               |
| 3   | Avenç FC         | 5  | 1  | 3  | 1  | 5  | 7  | −2  | 5   |               |
| 4   | FC Barcelona B   | 4  | 2  | 0  | 2  | 9  | 8  | +1  | 4   |               |
| 5   | FC Badalona      | 4  | 1  | 1  | 2  | 7  | 9  | −2  | 3   |               |
| 6   | Català FC        | 3  | 0  | 1  | 2  | 1  | 15 | −14 | 1   |               |

Per primer cop, des de la primera edició de la Copa Macaya, un club de fora de la ciutat de Barcelona, el Badalona, participa en la màxima categoria d'un campionat català. Quan només s'havien disputat quatre partits el campionat fou abandonat i el Barcelona considerat campió.

#### Resultats finals
- Campió de Catalunya: FC Barcelona
- Classificats per Campionat d'Espanya: FC Barcelona, es classificà pel campionat de la UEC

## Segona Categoria
De la mateixa manera que succeí a la primera categoria, es van disputar dos campionats de segona, l'oficial de la FCCF i el dissident de la FAC.
Al campionat de la FCCF, anomenat segona lliga, hi van participar els següents equips: CS Sabadell, Athletic de Sabadell, FC Stadium, CE Europa, FC Andreuenc, FC Barcino, New-Catalonia FBC, FC Martinenc, FC Internacional, Bétulo FC de Badalona i FC Badalona.
El FC Internacional es proclamà campió de la segona categoria. No obstant, fou el Centre d'Esports Sabadell qui disputà el Campionat d'Espanya de la categoria. El Sabadell es proclamà campió d'Espanya de segona categoria en derrotar el Cardenal Cisneros de Madrid, a la ciutat de Madrid, després de cinc partits (quatre empats i la victòria final el 27 de maig).
Al campionat de la FAC hi van participar els següents equips: Catalunya SC, T.B.H. (club que patrocinava Tomàs Bracons e Hijos), FC Gimnàstic, Atlètic Sporting Club, FC Sparta i Sarrià SC.
El T.B.H. es proclamà campió d'aquest campionat, el FC Gimnàstic de l'Ateneu Enciclopèdic Popular fou segon i tercer el FC Sparta.

## Tercera Categoria
Es va disputar també un campionat de tercera categoria, organitzat per la FCCF i anomenat tercera lliga, amb la participació dels clubs: CE Júpiter, Manresa FC, Terrassa FC, Mercantil FC, Gladiator SC, Argós SC i CD Mercuri.
Es proclamà campió el CD Mercuri en vèncer en el partit decisiu al Terrassa per 2 a 0.